# Zevenburgse boerenopstand

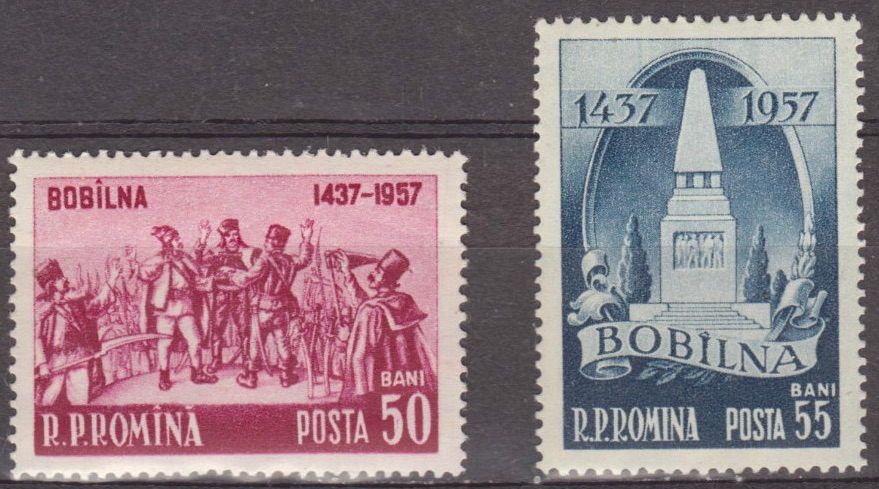
Postzegels uit de Socialistische Republiek Roemenië ter herdenking van de Zevenburgse boerenopstand

De Zevenburgse boerenopstand (Hongaars: Erdélyi parasztfelkelés) of opstand van Bobâlna (Roemeens: răscoala de la Bobâlna) was een volksopstand die in april 1437 uitbrak in het vorstendom Transsylvanië en duurde tot februari 1438.
De boerenbevolking, voornamelijk orthodoxe Roemenen (Vlachen) en Hongaren beïnvloed door de hussieten, kwam in opstand tegen de Katholieke Kerk en de edelen. De boeren werden gesteund door de stedelijke burgerij en de lage adel en waren misnoegd over de corruptie, rijkdom en voorrechten van de Kerk, wier aanzien beschadigd was door het Westers Schisma. Zo bezat de Kerk 12% van het Zevenburgse grondgebied en inde ze tienden, zelfs in de Vlachse comitaten, waar de bevolking overwegend orthodox was. De rechtstreekse aanleiding tot de opstand was de beslissing van de bisschop van Gyulafehérvár om gewapende mannen in te zetten om onbetaalde belastingen te innen. De opstandelingen behaalden een overwinning in juni 1437 in Bobâlna en verkregen belangrijke toegevingen.
De adel zette, met de hulp van de Zevenburgse vojvoda Johan Zápolya, een huurlingenleger in en riep op 16 september 1437 vertegenwoordigers van de Saksen en Szeklers bijeen om hen een kant te doen kiezen. Uiteindelijk werd er een Broederlijke Unie opgericht tussen de (grotendeels Hongaarse) adel, de Saksische patriciërsklasse en de militaire Szeklers. Samen namen ze de strijd tegen de opstandige boerenbevolking opnieuw op en veroverden in 1438 de stad Klausenburg, die partij had getrokken voor de opstandelingen. De aanvoerders van de opstand werden terechtgesteld en de boerenbevolking werd in het nieuwe statuut, bepaald door de Unio Trium Nationum, herleid tot horigen. Tot dan vormden de Vlachen een afzonderlijke stand binnen Zevenburgen, vertegenwoordigd in de Universitas Valachorum, die door de Unio Trium Nationum werd afgeschaft.